# الفندق الأبيض (رواية)
الفندق الأبيض (بالإنجليزية: The White Hotel)‏ هي رواية للكاتب البريطاني دي إم توماس، نشرت سنة 1981، عن دار نشر غولانس في بريطانيا وفايكنغ بريس في الولايات المتحدة. فازت بجائزة تشيلتنهام في سنة 1981. وبذلك رشحت للقائمة القصيرة لجائزة بوكر.

## روابط خارجية
- الفندق الأبيض (رواية) على موقع الموسوعة البريطانية (الإنجليزية)